# Гатенио-Флорентин
„Гатенио-Флорентин“ (на гръцки: Μέγαρο Γκατένιο-Φλωρεντίν) е историческа постройка в град Солун, Гърция.

## Местоположение
Сградата е разположена на улица „Йоанис Цимискис“, на кръстовището с „Елевтериос Венизелос“. На „Йоанис Цимискис“ до сградата е Нахмиевата къща.

## История
Построена е през 1924 година на от инженера Жозеф Плебер в сътрудничество с Ели Хасид Фернандес. Собственици са Моисей А. Гатенио и Яков Флорентин. Гатенио е бижутер и часовникар, съсобственик на компанията „Моисей Гатенио & Co“. заедно с брат му Алберт и Семтов Д. Салтиел. Съсобственикът Яков Флорентин би могъл да бъде Яков Исак Флорентин, гръцки гражданин, търговец на платове, на улица „Вероя“ № 9. Магазинът му отваря преди 1919 година. През 1921 година той си партнира с друг търговец и компанията е преименувана на „Лазар Хасид и Ко“. Друг възможен съсобственик е Яков Йосиф Флорентин, търговец на кожа за обувки, член на компанията „Яков Йосиф Флорентин & Co“ "заедно със Соломон Сабетай Сади.
Сградата е обявена за защитен паметник в 1983 година.

## Архитектура
Сградата се състои от сутерен, партер с десет магазина и мецанин и три етажа с офиси. Първоначалните планове за разрешението за строеж от 1924 година са променени в средата на 1925 година, за да се помещава сградата на Националната банка.
Върху еклектичните фасади на сградата първите два етажа са оформени в участък с изпъкнал по целия периметър корниз, а третият етаж изпълнява ролята на венец. Изявената позиция на сградата в градската мрежа се подчертава от конфигурацията на две кули в ъглите на парцела („Йоанис Цимискис“ - „Елевтериос Венизелос“ и „Елевтериос Венизелос“ - „Агиос Минас“), които са с призматични покриви. Съответно всяка от фасадите на улиците „Йоанис Цимискис“ и „Агиос Минас“ има аксиална издатина (еркер), която е покрита с покрив, подобен на този на кулите. По фасадите има богати декоративни елементи от рококо, капители и гербове.